# Wieża Ħamrija
Wieża Ħamrija (Ħamrija Tower) – jedna z trzynastu małych umocnionych kamiennych wież obserwacyjnych zbudowana za czasów wielkiego mistrza Kawalerów maltańskich Martin de Redin zbudowana na wyspie Malta. Wieże zostały zbudowane pomiędzy rokiem 1658 a 1659. Każda z wież znajduje się w zasięgu wzroku z sąsiedniej i służyły jako wieże komunikacyjne pomiędzy Gozo i Wielkim Portem, oprócz funkcji obserwacyjno-ostrzegawczych przed piratami.
Wieża Ħamrija została zbudowana w 1569 roku jako 12, jest usytuowana na klifie jako ostatnia na południowym wybrzeżu Malty na południe od miejscowości Il-Qrendi. Leży na zachód od wieży Wardija. W pobliżu znajdują się dwa stanowiska megalityczne Mnajdra oraz Ħaġar Qim.
Wieża jest administrowana przez Heritage Malt. Została wpisana na listę National Inventory of the Cultural Property of the Maltese Islands pod numerem 1387.